# Allgemeines Gesetz
Der Rechtsbegriff der allgemeinen Gesetze wird insbesondere in Artikel 5 Absatz 2 Grundgesetz (GG) verwendet. Danach finden die Rechte des Art. 5 Abs. 1 GG (Meinungsfreiheit, Pressefreiheit) ihre Schranken in den Vorschriften der allgemeinen Gesetze, den gesetzlichen Bestimmungen zum Schutze der Jugend und in dem Recht der persönlichen Ehre.
Die allgemeinen Gesetze im Sinne des Art. 5 Abs. 2 GG sind nicht identisch mit den gem. Art. 19 Abs. 1 Satz 1 GG zur Einschränkung sämtlicher Grundrechte erforderlichen allgemeinen Regelungen (Verbot des Einzelfallgesetzes). Nach der Rechtsprechung des Bundesverfassungsgerichts im Lüth-Urteil sind nur solche Gesetze „allgemein“, die „nicht eine Meinung als solche verbieten, die sich nicht gegen die Äußerung der Meinung als solche richten, sondern die vielmehr dem Schutz eines schlechthin, ohne Rücksicht auf eine bestimmte Meinung, zu schützenden Rechtsguts dienen“ (relativierte Sonderrechtslehre).
Die „allgemeinen Gesetze“ dürfen außerdem die Bedeutung der Grundrechte nicht verkennen, deren Wesensgehalt nicht antasten und nicht unverhältnismäßig sein.